# Fichtner (Familienname)
Fichtner ist ein deutscher Familienname.

## Namensträger
- Andi Fichtner (* 1976), deutsche Bergsteigerin
- Auguste Fichtner (1840–1882), deutsche Schauspielerin, siehe Auguste Spohr
- Bernard Fichtner (* ≈1970), kanadischer Jazz- und Fusionmusiker
- Bernd Fichtner (* 1953), deutscher Fußballtorhüter
- Christiane Fichtner (* 1974), deutsche Künstlerin und Hutmacherin
- Eckhard Fichtner (1920–1999), deutscher Politiker (SPD), MdA Berlin
- Elise Fichtner (1809–1889), österreichische Schauspielerin
- Erwin Fichtner (1883–1944), deutscher Schauspieler
- Felix Fichtner (* 1980), deutscher Medienunternehmer, Fernsehproduzent, Marketing & Communications Professional und Journalist
- Fritz Fichtner (Kunsthistoriker) (1890–1969), deutscher Kunsthistoriker und Archäologe
- Fritz Fichtner (Politiker), deutscher Politiker (CDU), MdV
- Georg Heinrich Fichtner (1733– † nach 1791), deutscher Hutmacher und Schriftsteller
- Gerhard Fichtner (1932–2012), deutscher Medizinhistoriker
- Gregor Fichtner (1828–1901), deutscher Papierfabrikant und Politiker, MdR
- Günter Fichtner (* 1935), deutscher Politiker (SPD), MdL Bayern
- Hans Fichtner (Politiker) (1909–1981), deutscher Politiker (NSDAP)
- Hans Fichtner (Raumfahrtingenieur) (1917–2012), deutschamerikanischer Raketeningenieur
- Harald Fichtner (* 1965), deutscher Politiker (CSU), Oberbürgermeister von Hof/Saale
- Horst Fichtner (1893–1961), deutscher Theologe und Mediziner
- Ingrid Fichtner (* 1954), österreichische Schriftstellerin
- Irmgard Gaertner-Fichtner (1930–2018), deutsche Volkswirtin und Politikerin (SPD), Senatorin in Bremen
- Johannes Fichtner (1902–1962), deutscher Theologe
- Karl Fichtner (Schauspieler) (1805–1873), deutscher Schauspieler
- Karl Fichtner (1873–1959), deutscher Musiker und Kapellmeister, siehe Carl Fichtner
- Karl Fichtner (Politiker, 1875) (1875–1959), deutscher Politiker (SPD), MdL Baden
- Karl Fichtner (Politiker, 1906) (Karl-Heinz Fichtner; 1906–1972), deutscher Politiker (NSDAP, DP, NPD), MdBB
- Karl-Heinz Fichtner (* 1962), deutscher Leichtathlet
- Klaus-Dieter Fichtner (* 1929), deutscher Pädagoge und Heimatkundler
- Kurt Fichtner (1916–2003), deutscher Politiker (SED)
- Lilli Fichtner (* 1993), deutsche Schauspielerin
- Lorenz Fichtner (1881–1949), deutscher Politiker (SPD), MdL Bayern
- Lothar Fichtner (* 1934), deutscher Politiker (SED)
- Marlene Fichtner (* 2003), deutsche Biathletin
- Matthias Fichtner (* 1998), deutscher Basketballspieler
- Maximilian Fichtner (* 1961), deutscher Chemiker
- Michèle Fichtner (* 1988), deutsche Schauspielerin und Sängerin
- Otto Fichtner (1929–2013), deutscher Jurist, Verwaltungswissenschaftler und Hochschullehrer
- Pauline Erdmannsdörfer-Fichtner (1847–1916), deutsche Pianistin und Komponistin
- Ralf Alex Fichtner (1952–2022), deutscher Karikaturist, Maler und Autor
- Rudolf Fichtner (1899–1970), deutscher Filmproduktions- und Aufnahmeleiter
- Rudolf Fichtner (Fußballspieler) (* 1951), deutscher Fußballspieler
- Sebastian Fichtner (1894–1950), deutscher Generalleutnant
- Thomas Fichtner (* 1966), deutscher Sportschütze
- Ullrich Fichtner (* 1965), deutscher Journalist und Autor
- William Fichtner (* 1956), US-amerikanischer Schauspieler